# Aggressiv skatteplanlægning
Udtrykket aggressiv skatteplanlægning anvendes om  virksomheder, der bruger komplekse, til tider kunstige, arrangementer, som medfører, at deres beskatning
flyttes til andre jurisdiktioner inden for EU eller udenfor, herunder til skattely. Virksomhederne kan udnytte mismatch i nationale lovgivninger til at sikre sig, at visse indkomsttyper ikke beskattes nogen steder, eller udnytte forskelle i skatteniveauer. 